# روجر فريستون
روجر فريستون (بالإنجليزية: Roger Freestone)‏ هو لاعب كرة قدم ومدرب كرة قدم بريطاني في مركز حراسة المرمى، ولد في 19 أغسطس 1968 في كارليون في المملكة المتحدة. شارك مع منتخب ويلز تحت 21 سنة لكرة القدم ومنتخب ويلز لكرة القدم. أما مع النوادي، فقد لعب مع سوانزي سيتي ونادي تشيلسي ونادي هيرفورد ونيوبورت كونتي.

## وصلات خارجية
- روجر فريستون على موقع قاعدة بيانات كرة القدم.إي يو (الإنجليزية)
- روجر فريستون على موقع ناشيونال فوتبول تيمز (الإنجليزية)
- روجر فريستون على موقع Soccerbase.com (لاعب) (الإنجليزية)